# Yōko Maki (fumettista)
Yōko Maki  (槙ようこ?, Maki Yōko), all'anagrafe Yōko Fuke (福家陽子?, Fuke Yōko) (Kagoshima, 11 luglio 1981) è una fumettista giapponese.
Ha debuttato nel 1999 sulla rivista Ribon Original con la storia breve Love Service!, ma la sua opera più famosa è Aishiteruze Baby, pubblicata su Ribon tra il 2002 e il 2005.

## Opere

### Manga seriali
- I love you, baby ★★ (7 volumi)
- Star Blacks (2 volumi)
- Taranta Ranta (2 volumi)
- Yamamoto Zenjirou to Moushimasu (5 volumi)
- Aishitenai
- Sora Sora
- Romantica Clock (10 volumi)

### Storie brevi
- 14R — Raccolta delle storie brevi:
  - 14R
  - Mahiru ni Kakedasu
  - Watakushi-sama
  - Koi o Hajimeru Bokutachi ni
  - Daily News
- Atashi wa Bambi — Raccolta di storie brevi in 3 volumi:
  - Kokoro Kirari (vol.1)
  - Aiko de Jo (vol.2)
  - Kiite Kiite Ouji (vol.3)
  - Survival (vol.3)
- Kareki ni Koi o Sakasemasu — Raccolta di storie brevi:
  - Kareki ni Koi o Sakasemasu
  - Heavy Crash!!
  - Juicy Game
  - Love Service!
- Koishiterururu - Storia breve contenuta in Sora Sora